# NGC 2138
NGC 2138 ist ein offener Sternhaufen im Sternbild Dorado in der Großen Magellanschen Wolke.
Das Objekt wurde am 30. November 1834 von John Herschel entdeckt.